# Porogramme
Porogramme is een geslacht van schimmels behorend tot de familie Polyporaceae.

## Soorten
Volgens Index Fungorum telt het geslacht acht soorten (peildatum maart 2023):
| Soortnaam                  | Auteur(s)                  | Publicatiejaar |
| -------------------------- | -------------------------- | -------------- |
| Porogramme albocincta      | (Cooke & Massee) Gibertoni | 2015           |
| Porogramme aurantiotingens | (Ellis & T. Macbr.) Pat.   | 1900           |
| Porogramme azurica         | Ryvarden                   | 2018           |
| Porogramme carneopallens   | Pat.                       | 1928           |
| Porogramme dussii          | (Pat.) Pat.                | 1900           |
| Porogramme graphica        | (Bres.) Pat.               | 1900           |
| Porogramme lateritia       | (Pat.) Pat.                | 1900           |
| Porogramme richeriae       | (Pat.) Pat.                | 1900           |